# ژول گروی
فرانسوا پل ژول گروی (به فرانسوی: François Paul Jules Grévy) (زاده ۱۸۰۷ من سوودری – درگذشته ۱۸۹۱) وکیل دادگستری، سیاستمدار و چهارمین رئیس‌جمهور فرانسه که از سال ۱۸۷۹ تا ۱۸۸۷ این سمت را داشت.